# Świąteczny bunt
Świąteczny bunt (ang. Like Father, Like Santa lub The Christmas Takeover, 1998) – amerykański film familijny, opowiadający o synu legendarnego Mikołaja, przynoszącego dzieciom prezenty.
Film w Polsce jest emitowany w telewizji Jetix. Swoją premierę miał 22 grudnia 2006 roku o godz. 14:00 w Kinie Jetix.

## Obsada
- Harry Hamlin – Tyler Madison
- Megan Gallagher – Elyse Madison
- Curtis Blanck – Danny Madison
- Roy Dotrice – Ambrose Booth
- William Hootkins – Santa
- Gary Frank – Smitty
- Stuart Pankin – Snipes
- Gary Coleman – Ignatius
- Jimmy Briscoe – Fitzroy
- Michael Munoz – Whoops
- George Sharperson – Jake
- John D. Pontrelli – Chester
- Jennifer MacWilliams – Maureen
- Lex Robbins – Kyle
- Tommy Woods – Zac
- Stanley Kamel – Leland Jennings
- Kelly Wilson – Sekretarka
- Larry Robbins – Komentator
- Maree Cheatham – Panna Fischer
- Matt Gotleib – John McCarty

## Wersja polska
Opracowanie i udźwiękowienie wersji polskiej: na zlecenie Jetix – Studio Eurocom

Reżyseria: Tomasz Marzecki

Dialogi: Dorota Filipek-Załęska

Dźwięk i montaż: Jacek Kacperek

Kierownictwo produkcji: Marzena Omen-Wiśniewska

Udział wzięli:
- Dariusz Odija – Tyler Madison
- Marek Barbasiewicz – Mikuś
- Jerzy Molga – Ambroży Buda
- Ryszard Olesiński – Klops
- Hanna Kinder-Kiss – Elyse Madison
- Leszek Zduń – Ignatius
- Mieczysław Morański – Smitty
- Łukasz Margas – Danny Madison
- Janusz Wituch – Fitzroy
- Łukasz Lewandowski – Whoops
- Robert Tondera – Chester
- Wojciech Szymański – Jake
- Krzysztof Zakrzewski – Leland Jennings
- Mateusz Krasowski
- Tomasz Marzecki – Narrator
- Iwona Rulewicz – Panna Fischer
- Anna Apostolakis

i inni